# Franz Wathén
Franz Fredrik Wathén (ur. 30 marca 1878 w Helsinkach – zm. 21 października 1914 tamże) – fiński łyżwiarz szybki, złoty medalista mistrzostw świata.

## Kariera
Największy sukces w karierze Franz Wathén osiągnął w 1901 roku, kiedy zwyciężył podczas wielobojowych mistrzostw świata w Sztokholmie. Wygrał tam biegi na 500 m, 1500 m i 10 000 m, a w biegu na 5000 m był trzeci za Janem Greve z Holandii i Rudolfem Gundersenem z Norwegii. Był to jedyny medal wywalczony przez niego na imprezie tej rangi. Był też między innymi drugi na mistrzostwach Europy w Štrbskim Plesie w 1900 roku i trzeci podczas mistrzostw Europy w Davos w 1902 roku oraz mistrzostw Europy w Sztokholmie trzy lata później. Nie otrzymał jednak medali, gdyż wtedy medale przyznawano tylko zwycięzcom.
Wathén uprawiał także inne sporty, interesował się między innymi piłką nożną. W 1907 roku założył Helsingin Jalkapalloklubi – Helsingfors Fotbollsklubb, znany obecnie jako HJK Helsinki.
Sześciokrotny mistrz Finlandii w wieloboju (1899-1904).